# Фигурное катание на зимних Олимпийских играх 1932
Соревнования по фигурному катанию на III зимних Олимпийских Играх прошли с 8-го по 12 февраля 1932 года в Лейк-Плэсиде на искусственном льду на катке Олимпийской арены. Спортсмены соревновались в трёх дисциплинах: в мужском и женском одиночном катании и в парах.

## Медали

### Общий медальный зачёт
| Место | Страна   | Золото | Серебро | Бронза | Всего |
| ----- | -------- | ------ | ------- | ------ | ----- |
| 1     | Австрия  | 1      | 1       | 0      | 2     |
| 2     | Норвегия | 1      | 0       | 0      | 1     |
| 2     | Франция  | 1      | 0       | 0      | 1     |
| 4     | США      | 0      | 1       | 1      | 2     |
| 5     | Швеция   | 0      | 1       | 0      | 1     |
| 6     | Канада   | 0      | 0       | 1      | 1     |
| 6     | Венгрия  | 0      | 0       | 1      | 1     |
|       |          |        |         |        |       |
| Всего | Всего    | 3      | 3       | 3      | 9     |

### Медалисты
| Дисциплина                       | Золото                             | Серебро                               | Бронза                                 |
| Мужское одиночное катание детали | Карл Шефер Австрия                 | Йиллис Графстрём Швеция               | Бад Уилсон Канада                      |
| Женское одиночное катание детали | Соня Хени Норвегия                 | Фрици Бюргер Австрия                  | Мэрибел Винсон США                     |
| Парное катание детали            | Франция · Андре Брюне · Пьер Брюне | США · Беатрикс Логран · Шервин Бэджер | Венгрия · Эмилия Роттер · Ласло Соллаш |

## Представительство по странам
Всего в Олимпийских играх приняли участие 39 фигуристов (18 мужчин и 21 женщина) из 13 стран (в скобках указано количество фигуристов от страны):
- Австрия (2)
- Бельгия (1)
- Венгрия (4)
- Великобритания (4)
- Германия (1)
- Канада (6)
- Норвегия (1)
- США (12)
- Чехословакия (1)
- Финляндия (1)
- Франция (2)
- Швеция (2)
- Япония (2)

## Факты
- В соревнованиях по фигурному катанию на III Олимпийских Играх приняло участие рекордное количество спортивных делегаций из 13 стран.
- Самой молодой фигуристкой на Олимпиаде-1932 была Сесилия Колледж из Великобритании, выступающая как одиночница, ей было на тот момент 11 лет и 73 дня.
- Самым старшим фигуристом на Олимпиаде-1932 был Джозеф Саваж из США, выступающий в парном катании с Гертрудой Мередит, ему было 52 года и 267 дней.
- Впервые в Олимпийских Играх принимали участие фигуристы из Азии.
- На III зимних Олимпийских Играх спортивные делегации из Венгрии и Великобритании состояли только из фигуристов.
- На III зимних Олимпийских Играх в спортивную делегацию из Австрии кроме мужчин входила одна женщина, и она завоевала серебряную медаль в фигурном катании.
- На III зимних Олимпийских Играх дебютировала на международной арене самая молодая спортсменка-олимпийка за всю историю зимних Олимпийских игр — Сесилия Колледж, которой на время Олимпиады было чуть больше 11 лет, спортсменка-фигуристка выступала за Великобританию[1].